# Alekseja
Alekseja je žensko osebno ime.

## Izvor imena
Alekseja je različica ženskega imena Aleksandra.

## Pogostost imena
Po podatkih Statističnega urada Republike Slovenije je bilo na dan 31. decembra 2007 v Sloveniji število ženskih oseb z imenom Alekseja: 36.

## Osebni praznik
Osebe z imenom Alekseja lahko godujejo takrat kot osebe z imenom Aleksandra.